# Mesabolivar argentinensis
Mesabolivar argentinensis är en spindelart som först beskrevs av Cândido Firmino de Mello-Leitão 1938.  
Mesabolivar argentinensis ingår i släktet Mesabolivar och familjen dallerspindlar. Inga underarter finns listade i Catalogue of Life.